# Deutsche Zentralstelle für Genealogie

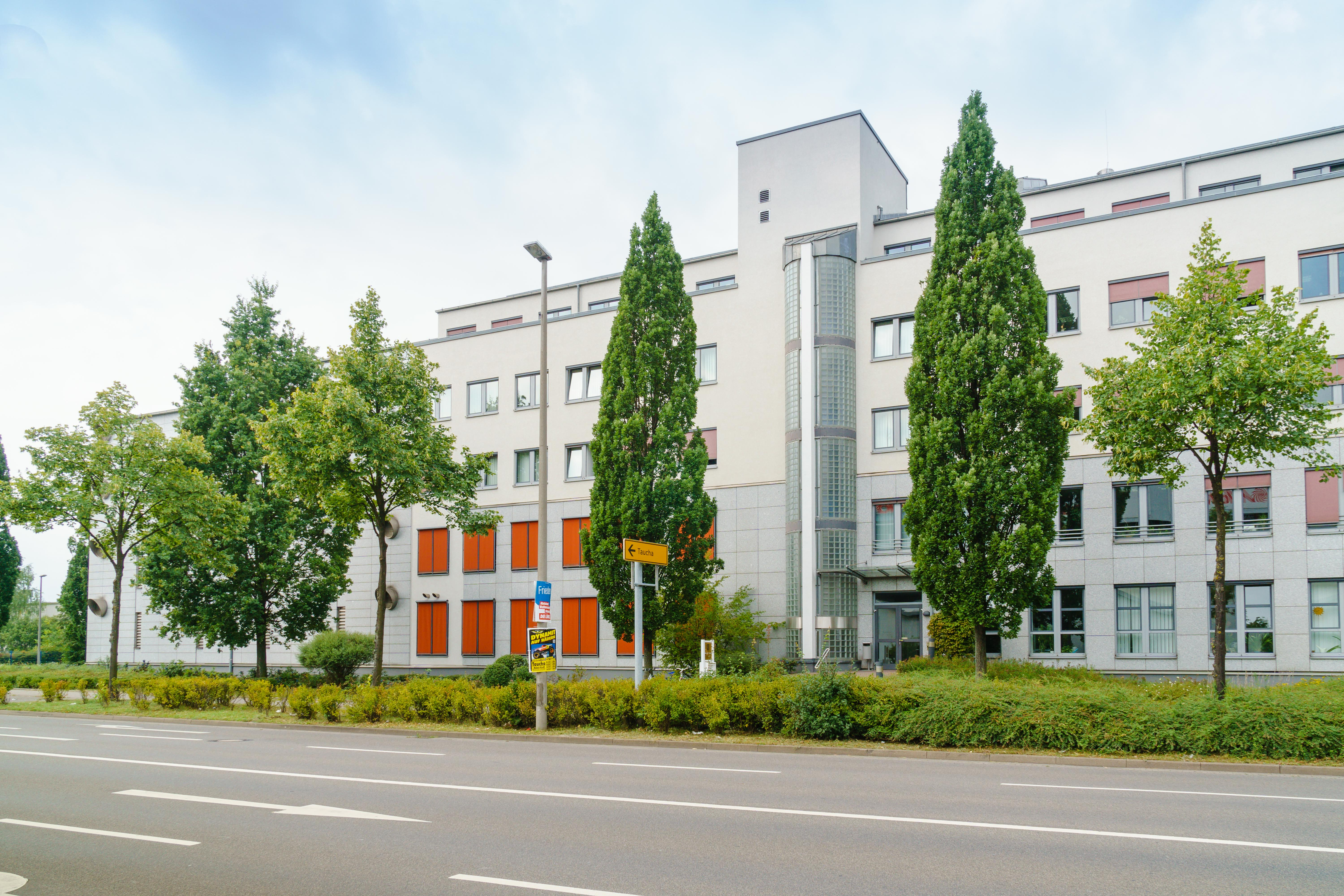
Staatsarchiv Leipzig Schongauerstraße 1 in Leipzig

Die Deutsche Zentralstelle für Genealogie (DZfG) in Leipzig ist eine dem Staatsarchiv Leipzig als Referat 33 eingegliederte Einrichtung des Sächsischen Staatsarchivs und hat die Aufgabe, aus dem gesamten deutschen Sprachraum personen- und familiengeschichtliche Publikationen, insbesondere auch ungedruckte Vorarbeiten dazu, zu sammeln, zu archivieren, zu sichern, zu erschließen und der interessierten Öffentlichkeit sowie zur Unterstützung wissenschaftlicher Forschungen im Rahmen historischer, soziologischer, demographischer, namenkundlicher, humangenetischer oder juristischer Fragestellungen bereitzustellen.

## Rechtsgrundlage
Das Archivgesetz für den Freistaat Sachsen vom 17. Mai 1993, rechtsbereinigt mit Stand vom 1. Januar 2005, bestimmt in §3 (1): „Der Freistaat Sachsen unterhält für die Erfüllung aller staatlichen Archivaufgaben das Sächsische Staatsarchiv einschließlich der Deutschen Zentralstelle für Genealogie als Spezialarchiv für Personen- und Familiengeschichte“.

## Geschichte
In Leipzig bestand bereits von 1904 bis 1967 eine Zentralstelle für Deutsche Personen- und Familiengeschichte. Ihre Publikation hieß „Mitteilungen der Zentralstelle für Deutsche Personen- und Familiengeschichte“. Mitbegründer waren Hans Breymann und Johann Ueltzen, welcher Schriftführer der Zentralstelle war und Anfang 1924 den genealogischen Verein Die Maus mitgründete. Ueltzen hatte bereits ab 1902 interessierte Mitglieder der lokalen Deutschen Gesellschaft zur Erforschung vaterländischer Sprache und Altertümer für eine Gründung einer genealogischen Einrichtung zusammengerufen.
Erster Archivar von 1909 bis 1913 war der Historiker Ernst Devrient; Schatzmeister in den Jahren vor und nach 1921 Herrmann A. L. Degener. Degener erreichte 1921 die Unterzeichnung eines Vertrages, durch den die Zentralstelle in die Deutsche Bücherei eingebunden wurde. Der Vertrag sicherte der Zentralstelle auf ihrem Wissensgebiet die bibliographische Leitfunktion für den gesamten deutschen Sprachraum.
Geschäftsführer von 1924 bis 1950 war Johannes Hohlfeld. Unter seiner Leitung entwickelte sich diese Einrichtung für die Genealogie zu einer Institution mit Weltruf.
Im April 1933 kam es zur Einrichtung der Stelle des Sachverständigen für Rasseforschung unter Dienstaufsicht des Reichsministeriums des Innern. Sie sollte dem Gesetz zur Wiederherstellung des Berufsbeamtentums folgend die arische Abstammung aller im Beamtenstatus befindlichen Personen des Deutschen Reiches überprüfen. Im März 1934 erfolgte die Umbenennung der Institution in Reichsstelle für Sippenforschung (RFS). Im gleichen Jahr begann die Archivierung von Kirchenbüchern. 1940 erfolgte eine Umbenennung in Reichssippenamt (RSA).
Gegen Ende des Zweiten Weltkrieges werden Teile der Datenbank des RSA von Berlin in thüringische Waldschlösser oder Salzminen nahe Magdeburg ausgelagert, so dass sich 1945 der Großteil der Bestände des Reichssippenamtes auf dem Gebiet der Sowjetischen Besatzungszone befand. Davon hatte der mit den RFS-Archiven bereits in Vorkriegszeiten vertraute Genealoge Paul Langheinrich Kenntnis. In Wolfsgrün und Eibenstock/Erzgebirge gründete Langheinrich 1946 ein Deutsches Archiv für Genealogie als Sammelpunkt. Als sich die Gelegenheit zur Raumnutzung ergibt, wandert diese Sammlung 1948 an die Öffentliche Wissenschaftliche Bibliothek in Berlin (die heutige Staatsbibliothek) und wird unter Leitung des Ministeriums für Erziehung und Kultur als Deutsches Zentralarchiv für Genealogie Berlin restauriert und bewahrt.
Am 30. September 1949 wurde die Stiftung Zentralstelle in eine Sammelstiftung überführt, aus der heraus sie am 4. Dezember 1956 dem staatlichen Archivwesen geschenkt wurde (und ebenso durch einen erneuten Schenkungsakt wieder in eine andere Stiftung übergehen kann).
Am 2. Mai 1950 ordnete das Ministerium für Kultur in einer Direktive die Verlagerung von Langheinrichs Zentralarchiv für Genealogie nach Potsdam an, wo es 1952 bis 1965 als Deutsches Archiv für Genealogie Potsdam dem Zentralarchiv der DDR unterstand. Im Juli 1965 wurde der genealogische Bestand von ca. 250 Regalmetern zum Landesarchiv in Leipzig überwiesen.
1967 wurden dieses Archiv, die Sammlungen der alten Leipziger Zentralstelle und verschiedene Sammlungen von aufgelösten Vereinen (darunter die Ahnenstammkartei des deutschen Volkes der Deutschen Ahnengemeinschaft und der Gesamtkatalog der Personalschriften- und Leichenpredigtensammlungen des Dresdner Roland) in das Vermögen der „in diesem Jahr neu gegründeten Zentralstelle für Genealogie in der DDR überführt“ (so die Formulierung des Amts zur Regelung offener Vermögensfragen) und im früheren Reichsgerichtsgebäude in Leipzig der öffentlichen Benutzung wieder zugänglich gemacht.
Am 3. Oktober 1990 wurde die Leipziger Zentralstelle, nunmehr als Deutsche Zentralstelle für Genealogie, in die Hoheit des Freistaates Sachsen überwiesen, 1995 wurde sie als Abteilung in das Staatsarchiv Leipzig eingegliedert. Nach einer Verwaltungsreform im Jahr 2005 lautet die korrekte Bezeichnung „Sächsisches Staatsarchiv - Staatsarchiv Leipzig, Referat 33 Deutsche Zentralstelle für Genealogie und Sonderbestände“. Von 1990 bis 2007 war Volkmar Weiss Leiter der Deutschen Zentralstelle für Genealogie; von 2008 bis 2020 wurde sie von Thekla Kluttig geleitet. Seit dem 1. Juli 2021 ist Anett Müller Leiterin des Referats 33 (Deutsche Zentralstelle für Genealogie/Sonderbestände).

## Vorliegendes Archivgut
Die Verfilmungen von Kirchenbüchern begannen im November 1933 mit dem Bestand der Alt-Berliner Kirchenbuchstelle. 1934 folgten Verfilmungsarbeiten in den östlichen Provinzen Westpreußen und Ostpreußen, Pommern, Posen und Schlesien. Anschließend wurden die Filmarbeiten auf Teile des übrigen Reichsgebietes und auf damals deutsche Siedlungsgebiete im Ausland ausgedehnt. Als Schlussjahr für die Verfilmung wurde das Jahr 1875, das Jahr der Einrichtung von Standesämtern in Preußen, gewählt. Neuere Unterlagen über die Ostprovinzen sind in der Deutschen Zentralstelle für Genealogie nicht vorhanden. Nur bei den Auslandsdeutschen reichen die Verfilmungen in die Gegenwart bis 1940 (in Siebenbürgen bis 1944).
Die Überlieferung der Zentralstelle für deutsche Personen- und Familiengeschichte Leipzig umfasst unter anderem Geschäftsakten, Protokolle der Vorstandssitzungen, Mitgliederverzeichnisse, Satzungen sowie Schriftwechsel zu Jubiläen und organisatorischen Fragen. Weiterhin existiert eine ca. 1.600 Bucheignerzeichen umfassende Exlibrissammlung, eine Sammlung von Personenkarteien mit etwa 21.000 Karteikarten, eine Siegelsammlung, eine Wappensammlung und eine Sammlung von Leichenpredigten.
Die Leipziger Zentralstelle ist auch Standort der Ahnenstammkartei des deutschen Volkes (ASTAKA) und der Ahnenlistensammlung sowie des Gesamtkatalogs der Personalschriften- und Leichenpredigtensammlungen.

### Schwierigkeiten
Eine lokale oder zeitliche Vollständigkeit der Kirchenbuchüberlieferungen gibt es nicht. Nur selten sind Namensregister vorhanden. Die Lesbarkeit ist oft auf Grund des ursprünglichen Erhaltungszustandes der Bücher beeinträchtigt. Erschwerend  wirkt sich die Tatsache aus, dass die Kirchenbücher getrennt nach rechten und linken Seiten verfilmt worden sind. Die  Auswertung solcher Kirchenbuchunterlagen kann in der Regel nur durch Direktbenutzung in Leipzig selbst erfolgen.

### Benutzung und Service
Für die Beantwortung schriftlicher Auskünfte ist in der Regel die Arbeitskapazität der Zentralstelle zu gering. Es wird auf Direktbenutzung in Leipzig verwiesen. Die Zentralstelle wäre ebenfalls überfordert, wenn sie auch die Einzelforscher anleiten oder gar Neulinge in die Genealogie einführen sollte. Dafür sind die genealogischen Vereine, die Fachzeitschriften und die Fachliteratur zuständig. Die Fernsehsendung Die Spur der Ahnen des MDR behandelt ebenfalls diesen Themenkreis.

## Zur Rechtsstellung der Leipziger Zentralstelle
Das Amt zur Regelung offener Vermögensfragen hat am 26. Juli 2001 (Reg.-Nr. 8175) den unbegründeten Antrag der Stiftung „Zentralstelle für Personen- und Familiengeschichte“ in Friedrichsdorf, Rechtsnachfolger der Leipziger Zentralstelle zu sein, mangels Personenidentität abgelehnt. Diese Friedrichsdorfer Zentralstelle (mit Depot in Frankfurt-Höchst) war am 10. Oktober 1951 in Berlin-West durch den früheren Vorsitzenden und Mitbegründer der Zentralstelle Hans Breymann gegründet worden. Anfang 1966 war das „Deutsche“ im Stiftungsnamen gestrichen worden. Auch eine Funktionsnachfolge dieser Zentralstelle für die Leipziger trifft nicht zu, da eine Enteignung zwischen 1933 und 1945 nicht vorliegt. Die von dieser Zentralstelle und ihrem Förderverein auch nach 1990 im Mitgliederverzeichnis der Deutschen Arbeitsgemeinschaft genealogischer Verbände weiterhin verbreitete Behauptung, sie sei die 1904 in Leipzig gegründete Stiftung, entbehrt damit jeder Rechtsgrundlage.

## Bestandsverzeichnisse der Deutschen Zentralstelle für Genealogie
- Teil I: Die Kirchenbuchunterlagen der östlichen Provinzen Posen, Ost- und Westpreußen, Pommern und Schlesien. Degener, Neustadt/Aisch 1991, ISBN 3-7686-2051-4.
- Teil II: Die archivalischen und Kirchenbuchunterlagen deutscher Siedlungsgebiete im Ausland. Bessarabien, Bukowina, Estland, Lettland und Litauen, Siebenbürgen, Sudetenland, Slowenien und Südtirol. Degener, Neustadt/Aisch 1992, ISBN 3-7686-2054-9.
- Teil III: Die Kirchenbuchunterlagen der Länder und Provinzen des Deutschen Reiches. Degener, Neustadt/Aisch 1994, ISBN 3-7686-2065-4.
- Teil IV: Ortsfamilienbücher mit Standort Leipzig. 2. Auflage. Degener, Neustadt/Aisch 1998, ISBN 3-7686-2099-9.
- Die Bestände der Deutschen Zentralstelle für Genealogie in Leipzig. In: Genealogisches Jahrbuch. Band 33/34, 1994/95, S. 157–168. – eine Bestandsbeschreibung
- Renate Jude: Die jüdischen Personenstandsunterlagen in der Deutschen Zentralstelle für Genealogie in Leipzig. In: Genealogie. 47. Jahrgang, 1998, S. 4–18 und 106–120.